# Domina Vacanze (ciclismo 2003-2005)
La Domina Vacanze, precedentemente conosciuta come De Nardi, era una squadra ciclistica maschile di ciclismo su strada italiana, attiva tra i professionisti fra il 2003 ed il 2005. Nel 2005 ebbe licenza di UCI ProTeam, potendo così partecipare di diritto alle gare del circuito UCI ProTour.
Diretta da Gianluigi Stanga, la formazione non aveva nulla a che fare con la squadra sponsorizzata dalla stessa Domina Vacanze nel 2003 e nel 2004, la Domina Vacanze-Elitron di Giuseppe Petito e Antonio Salutini, che nel 2005 continuò l'attività come Naturino-Sapore di Mare.

## Storia
La squadra nacque nel 2003 in seguito alla fusione tra i gruppi sportivi di seconda divisione De Nardi-Pasta Montegrappa e Team Colpack-Astro, assumendo la denominazione De Nardi-Colpack. In squadra, sotto la direzione dell'ex ds del Team Polti Gianluigi Stanga, arrivarono tra gli altri Serhij Hončar, Giuseppe Palumbo e diversi giovani tra cui Matteo Carrara, Michele Gobbi e Charles Wegelius. Nel 2004 la formazione cambiò nome in De Nardi-Piemme Telecom, grazie all'ingresso del nuovo sponsor Piemme Telecom, e salì nella prima divisione delle squadre UCI.
Nel 2005 Domina Vacanze, società italiana attiva nel settore del turismo, decise di sponsorizzare la squadra, permettendole di iscriversi al neonato circuito mondialeUCI ProTour. La squadra terminò l'attività nel 2005 con l'uscita di scena del gruppo di Ernesto Preatoni e dei relativi finanziamenti; l'effettivo del team, compreso il manager Stanga, divenne la base della nuova squadra Team Milram, iscritta all'UCI ProTour 2006 con licenza tedesca.

## Cronistoria

### Annuario
| Anno | Codice | Nome                    | Cat. | Biciclette   | Dirigenza                                                                                       |
| ---- | ------ | ----------------------- | ---- | ------------ | ----------------------------------------------------------------------------------------------- |
| 2003 | DNC    | De Nardi-Colpack        | GSII | Fausto Coppi | Manager: Gianluigi Stanga Dir. sportivi: Orlando Maini, Antonio Bevilacqua, Oscar Pelliccioli   |
| 2004 | DEN    | De Nardi-Piemme Telecom | GSI  | Fausto Coppi | Manager: Gianluigi Stanga Dir. sportivi: Gianni Bugno, Antonio Bevilacqua, Oscar Pelliccioli    |
| 2005 | SDM    | Domina Vacanze-De Nardi | PT   | Colnago      | Manager: Gianluigi Stanga Dir. sportivi: Vittorio Algeri, Antonio Bevilacqua, Oscar Pelliccioli |

### Classifiche UCI
Fino a tutto il 2004 la classifica a squadre venne stilata secondo la categoria di appartenenza di ogni singola formazione, mentre i corridori erano classificati in un'unica graduatoria. Nel 2005 l'UCI ProTour e i circuiti continentali sostituirono il precedente sistema.
| Anno | Class.  | Pos. | Migliore cl. individuale |
| ---- | ------- | ---- | ------------------------ |
| 2003 | GSII    | 2º   | Serhij Hončar (25º)      |
| 2004 | GSI     | 27º  | Serhij Hončar (46º)      |
| 2005 | ProTour | 18º  | Mirko Celestino (58º)    |

## Palmarès

### Grandi Giri
- Giro d'Italia

Partecipazioni: 3 (2003, 2004, 2005)
Vittorie di tappa: 2
2003 (Serhij Hončar)
2004 (Serhij Hončar)
Vittorie finali: 0
- Tour de France

Partecipazioni: 1 (2005)
Vittorie di tappa: 0
Vittorie finali: 0
- Vuelta a España

Partecipazioni: 1 (2005)
Vittorie di tappa: 0
Vittorie finali: 0

### Campionati nazionali
- Campionati slovacchi: 2

Cronometro: 2004, 2005 (Matej Jurčo)
- Campionati uzbeki: 1

In linea: 2004 (Rafael Nuritdinov)
- Campionati ucraini: 2

In linea: 2003 (Serhij Hončar)
Cronometro: 2005 (Andrij Hrivko)